# Zelfmoordpreventie
Zelfmoordpreventie is het geheel van interventies om mensen van zelfdoding af te houden.

## Oorzaken
Het verlangen of de impuls om zichzelf te doden heeft vele mogelijke oorzaken. Sommige preventiemaatregelen richten zich specifiek op bijvoorbeeld medische oorzaken, andere op het verminderen van de mogelijkheden zelfmoord te plegen en weer andere richten zich op oorzaken zoals eenzaamheid en armoede.

## Soorten preventie

### Dodelijke situaties voorkomen
Door het verminderen van situaties waarin iemand zich min of meer eenvoudig en "trefzeker" kan doden, verhoogt men de kans dat mensen langer (moeten) nadenken over hun impuls en vermindert men het aantal zelfdodingen. Anderzijds wordt mogelijkerwijs de kans op blijvend letsel en lijden groter doordat zelfmoordpogingen met minder geschikte middelen en methoden worden uitgevoerd.
Maatregelen in deze categorie zijn onder meer: 
- Het plaatsen van niet-beklimbare hekken op hoge uitzichtspunten, torens en bruggen.
- Het plaatsen van afschermingen tussen perron en rails, bijvoorbeeld in de metro.
- Het bemoeilijken van de toegang tot vuurwapens.
- Gevaarlijke medicijnen alleen op recept en in kleine hoeveelheden beschikbaar stellen.

### Medische preventie
Sommige medicijnen verminderen het gevaar van zelfmoord, bijvoorbeeld litium bij bipolaire storingen. Acuut in gevaar zijnde personen kunnen ook tegen hun wil worden behandeld door bijvoorbeeld opname in een speciale inrichting om tijd te verschaffen voor het oplossen van problemen.

### Sociale maatregelen
Dit is een heel breed veld, variërend van voorlichting aan mogelijke contactpersonen zoals maatschappelijke hulpverleners, maar ook bijvoorbeeld dienstverleners zoals postbodes die met geïsoleerde personen in contact komen, tot adviezen over mediale berichtgeving en het aanbieden van laagdrempelige hulpverlening zoals telefoonnummers voor mensen die over zelfmoord denken.

## Voorbeelden en hun effectiviteit
De uiteindelijke effectiviteit van maatregelen is veelal moeilijk te beoordelen. Het is bijvoorbeeld duidelijk dat hekken zelfmoordpogingen op die plek verhinderen, maar het is onduidelijk in hoeverre daarmee het absolute aantal zelfmoorden verlaagd wordt. Het aantal pogingen tot zelfmoord is vele malen hoger dan het aantal zelfmoorden, daardoor is het niet direct duidelijk of een maatregel die het aantal pogingen vermindert ook het aantal zelfmoorden vermindert.
In een land met een hoge vuurwapendichtheid zoals de Verenigde Staten of Zwitserland komt zelfmoord met een vuurwapen veel vaker voor dan in bijvoorbeeld Nederland of België, maar het aantal zelfmoorden per 100.000 is waarschijnlijk grofweg vergelijkbaar.

### Hulplijnen
In vele landen bestaan anonieme gespreks- en chatmogelijkheden voor vertwijfelde personen. Het is duidelijk dat deze voorzien in een behoefte en zinvol zijn. Onduidelijk is in hoeverre ze het aantal zelfmoorden beïnvloeden. Het wetenschappelijk onderzoek naar dit thema is gecompliceerd.

### Voorlichting
In het Verenigd Koninkrijk wordt intensief gewerkt aan preventie door voorlichting van en praktische hulp aan zowel risicogroepen als hun omgeving.

### Regels voor de media
Onder de naam Werther-effect bestaat het vermoeden dat mediale berichtgeving over zelfmoord na-apers op het idee kan brengen. De naam komt van het boek Die Leiden des jungen Werthers uit 1774. Die publicatie zou een golf van zelfmoorden hebben veroorzaakt. Wetenschappelijk gezien staat dat weliswaar ter discussie, toch volgen de meeste media richtlijnen bij het berichten over zelfmoorden en geven daarom geen bijzonderheden over de methode, de inhoud van afscheidsbrieven en andere intieme details.
In Zuid-Korea werd in 2012 een wet betreffende zelfmoordpreventie aangenomen en nieuwe media-richtlijnen in 2013. Het effect hiervan op het nadoen van zelfmoorden van bekende personen werd wetenschappelijk onderzocht. Men zag door de maatregelen een significante dalende trend in het aantal zelfmoorden.

### Beperken toegang tot gifstoffen/geneesmiddelen
In veel landen hebben artsen en apothekers de rol om te bewaken dat medicijnen niet ongecontroleerd in omloop raken. Zo worden (on)bedoelde vergiftigingen voorkomen. Zo werd in 2015 in Duitsland besloten om de hoeveelheid paracetamol per verpakking te verkleinen. Noodcentrales zagen namelijk rond de eeuwwisseling dat deze makkelijk toegankelijke pijnstiller vaak in hoge doses werd genomen. Dan ontstaat in korte tijd een onherstelbare leverschade; een onomkeerbare lijdensweg die pas dagen later met de dood eindigt. 
Men hoopt het aantal impulszelfmoorden zo te verminderen.

### Antizelfmoordcontract
Sinds de jaren 1970 kwam het antizelfmoordcontract in zwang: een afspraak tussen, doorgaans, een therapeut en een patiënt om zichzelf (vooralsnog) geen schade toe te brengen. Er zijn weinig aanwijzingen dat dit een effectief preventiemiddel is, al kan het in de therapie om andere redenen worden ingezet.